# Чемпіонат Європи з легкої атлетики в приміщенні 1982
Чемпіонат Європи з легкої атлетики в приміщенні 1982 відбувся 6–7 березня в міланському Палаці спорту «Сан-Сіро».
Мілан вдруге приймав європейський легкоатлетичний чемпіонат у приміщенні. Вперше це сталось у 1978.
Вперше в історії чемпіонатів у програмі змагань з'явився біг на 200 метрів у чоловіків та жінок, а також біг на 3000 метрів у жінок.

## Призери

### Чоловіки
| Дисципліни            | Золото                     | Золото   | Срібло                         | Срібло   | Бронза                       | Бронза   |
| --------------------- | -------------------------- | -------- | ------------------------------ | -------- | ---------------------------- | -------- |
| 60 метрів             | Мар'ян Воронін Польща      | 6,61     | Валентин Атанасов Болгарія     | 6,62     | Бернар Птібуа Франція        | 6,66     |
| 200 метрів            | Ервін Скамраль ФРН         | 21,20 CR | Іштван Надь Угорщина           | 21,41    | Мікеле ді Паче Італія        | 21,52    |
| 400 метрів            | Павло Коновалов СРСР       | 47,04    | Шандор Уйхельї Угорщина        | 47,14    | Бенджамін Гонсалес Іспанія   | 47,41    |
| 800 метрів            | Антоніо Паес Іспанія       | 1.48,02  | Клаус-Петер Набайн ФРН         | 1.48,31  | Коломан Трабадо Іспанія      | 1.48,35  |
| 1500 метрів           | Хосе Луїс Гонсалес Іспанія | 3.38,70  | Хосе Мануель Абаскаль Іспанія  | 3.38,91  | Антті Лойкканен Фінляндія    | 3.39,62  |
| 3000 метрів           | Патріц Ільг ФРН            | 7.53,50  | Альберто Кова Італія           | 7.54,12  | Валерій Абрамов СРСР         | 7.54,46  |
| 60 метрів з бар'єрами | Олександр Пучков СРСР      | 7,73     | Пламен Крастєв Болгарія        | 7,74     | Карл-Вернер Денгес ФРН       | 7,80     |
| Ходьба 5000 метрів    | Мауріціо Дамілано Італія   | 19.40,28 | Карло Маттіолі Італія          | 20.06,91 | Мартін Топорек Австрія       | 20.19,47 |
| Стрибки у висоту      | Дітмар Мегенбург ФРН       | 2,34     | Януш Тшепізур Чехословаччина   | 2,32     | Роланд Дальхойзер Швейцарія  | 2,32     |
| Стрибки з жердиною    | Віктор Спасов СРСР         | 5,70 CR  | Костянтин Волков СРСР          | 5,65     | Владислав Козакевич Польща   | 5,60     |
| Стрибки у довжину     | Генрі Лаутербах НДР        | 7,95     | Рольф Бернхард Швейцарія       | 7,83     | Джованні Еванджелісті Італія | 7,83     |
| Потрійний стрибок     | Бела Бакоші Угорщина       | 17,13    | Геннадій Валюкевич СРСР        | 16,87    | Микола Мусієнко СРСР         | 16,82    |
| Штовхання ядра        | Владімір Міліч Югославія   | 20,45    | Ремігіус Махура Чехословаччина | 20,07    | Йован Лазаревич Югославія    | 19,65    |

### Жінки
| Дисципліни            | Золото                             | Золото       | Срібло                            | Срібло      | Бронза                     | Бронза      |
| --------------------- | ---------------------------------- | ------------ | --------------------------------- | ----------- | -------------------------- | ----------- |
| 60 метрів             | Марліс Ґер НДР                     | 7,11 CR      | Софка Попова Болгарія             | 7,19        | Венді Гойт Велика Британія | 7,27        |
| 200 метрів            | Гезіне Вальтер НДР                 | 22,80 CR     | Олена Кельчевська СРСР            | 23,35       | Гайді-Ельке Гаугель ФРН    | 23,39       |
| 400 метрів            | Ярміла Кратохвілова Чехословаччина | 49,59 WIB CR | Дагмар Рюбзам НДР                 | 51,18       | Габі Буссман ФРН           | 51,57       |
| 800 метрів            | Дойна Мелінте Румунія              | 2.00,39 CR   | Мартіна Штойк НДР                 | 2.01,07     | Йоланта Янухта Польща      | 2.01,24     |
| 1500 метрів           | Габріелла Доріо Італія             | 4.04,01      | Брігітте Краус ФРН                | 4.04,22     | Беате Лібіх НДР            | 4.06,70     |
| 3000 метрів           | Аньєзе Поссамаї Італія             | 8.53,77 CR   | Марічіка Пуйке Румунія            | 8.54,26     | Пола Фадж Велика Британія  | 8.56,96     |
| 60 метрів з бар'єрами | Керстін Кнабе НДР                  | 7,98         | Беттіне Гертц НДР                 | 8,00        | Йорданка Донкова Болгарія  | 8,09        |
| Стрибки у висоту      | Ульріке Мейфарт ФРН                | 1,99 EIB CR  | Андреа Бініас НДР                 | 1,99 EIB CR | Каталін Штерк Угорщина     | 1,99 EIB CR |
| Стрибки у довжину     | Сабіна Евертс ФРН                  | 6,70         | Карін Генель ФРН                  | 6,54        | Валь Іонеску Румунія       | 6,52        |
| Штовхання ядра        | Вержинія Веселінова Болгарія       | 20,19        | Гелена Фібінгерова Чехословаччина | 19,24       | Наталія Лісовська СРСР     | 18,50       |

## Медальний залік
| Місце                | Країна               | Золото | Срібло | Бронза | Загалом |
| -------------------- | -------------------- | ------ | ------ | ------ | ------- |
| 1                    | ФРН                  | 5      | 3      | 3      | 11      |
| 2                    | НДР                  | 4      | 4      | 1      | 9       |
| 3                    | СРСР                 | 3      | 3      | 3      | 9       |
| 4                    | Італія               | 3      | 2      | 2      | 7       |
| 5                    | Іспанія              | 2      | 1      | 2      | 5       |
| 6                    | Болгарія             | 1      | 3      | 1      | 5       |
| 7                    | Угорщина             | 1      | 2      | 1      | 4       |
| 8                    | Чехословаччина       | 1      | 2      | 0      | 3       |
| 9                    | Польща               | 1      | 1      | 2      | 4       |
| 10                   | Румунія              | 1      | 1      | 1      | 3       |
| 11                   | Югославія            | 1      | 0      | 1      | 2       |
| 12                   | Швейцарія            | 0      | 1      | 1      | 2       |
| 13                   | Велика Британія      | 0      | 0      | 2      | 2       |
| 14                   | Австрія              | 0      | 0      | 1      | 1       |
| 14                   | Франція              | 0      | 0      | 1      | 1       |
| 14                   | Фінляндія            | 0      | 0      | 1      | 1       |
| Загалом (16 збірних) | Загалом (16 збірних) | 23     | 23     | 23     | 69      |

## Відео
- Відеозвіт на YouTube

## Виступ українців
| Чоловіки (4) | Чоловіки (4)       | Чоловіки (4) | Чоловіки (4) |
| Місце        | Атлет              | Дисципліна   | Результат    |
| ------------ | ------------------ | ------------ | ------------ |
| 1            | Віктор Спасов      | жердина      | 5,70         |
| 3            | Микола Мусієнко    | потрійний    | 16,82        |
|              | Володимир Кисельов | ядро         | 19,55        |
|              | Юрій Шевченко      | висота       | 2,19         |

| Жінки (1) | Жінки (1)       | Жінки (1)  | Жінки (1) |
| Місце     | Атлетка         | Дисципліна | Результат |
| --------- | --------------- | ---------- | --------- |
|           | Надія Ралдугіна | 1500 м     | 4.12,66   |